# بلد
سوره بلد دارای ۲۰ آیه است. کلمه البلد به معنی شهر است. آنگلیکا نویورت عقیده دارد با توجه به ناهمگونی آیات ۱۷–۲۰ با آیات پیشین، این آیات الحاقی هستند یا دستخوش ویراستاری شده‌اند.

## محتوای سوره
- به این حقیقت که زندگی انسان در عالم دنیا همواره توأم با مشکلات و رنج است اشاره می‌کند.
- قسمتی از مهم‌ترین نعمتهای الهی رابر انسان می‌شمرد، و سپس به ناسپاسی او در مقابل این نعمتها اشاره می‌کند.
- در آخرین بخش مردم را به دو گروه «اصحاب المیمنة» و «اصحاب المشئمة» تقسیم کرده، به بیان گوشه‌ای از صفات اعمال گروه اول (مؤمنان صالح) و سرنوشت آنها، و بعد کافران و مجرمان و سرنوشت آنها می‌پردازد.

## آیات الحاقی
به گفتهٔ آنگلیکا نویورت، با توجه به سبک ادبی و کیفیت فنی سوره، سورهٔ بلد بعداً گسترش پیدا کرده‌است. آیات ۱۷–۲۰ به لحاظ ساختار جمله‌بندی و حجم آیه با دیگر آیات همگونی ندارند. آیهٔ ۱۶ شبیه به آیات پایانی سوره هاست، ولی این را هم می‌توان در نظر داشت که آیات ۱۷–۲۰ الحاقی نبوده‌اند، بلکه در اثر ویراستاری در زمانی دیگر دچار تغییر شده‌اند تا مفهوم «صبر» که خصوصیات مطالب پایانی دوره مکه است را به سوره ای از آغاز دورهٔ مکه الحاق کنند.

## دیدگاه سنتی اسلامی

### نزول
بعد از سوره ق، در سال ۳ بعثت، در مکه نازل شده‌است.

### فضیلت سوره
در حدیثی از محمد نقل شده:
کسی که سوره بلد را بخواند خداوند او را از خشم خود در قیامت در امان می‌دارد.